# Roddenberryus sargi
Espèce
Synonymes
- Caponina sargi F. O. Pickard-Cambridge, 1899

Roddenberryus sargi est une espèce d'araignées aranéomorphes de la famille des Caponiidae.

## Distribution
Cette espèce se rencontre au Guatemala au Petén et au Mexique au Chiapas,,.

## Description
Roddenberryus sargi compte deux yeux.
La femelle holotype mesure 13 mm.
La femelle décrite par Sánchez-Ruiz et Bonaldo en 2023 mesure 12,1 mm.

## Systématique et taxinomie
Cette espèce a été décrite sous le protonyme Caponina sargi par F. O. Pickard-Cambridge en 1899. Elle est placée dans le genre Roddenberryus  par Sánchez-Ruiz et Bonaldo en 2023.

## Étymologie
Cette espèce est nommée en l'honneur de Francis Charles Anthony Sarg. 

## Publication originale
- F. O. Pickard-Cambridge, 1899 : « Arachnida - Araneida and Opiliones. » Biologia Centrali-Americana, Zoology, London, vol. 2, p. 41-88 (texte intégral).